# Ferdinand Lehmann
Ferdinand Lehmann (5. května 1832 Verneřice – 15. února 1883 Verneřice) byl rakouský a český politik německé národnosti, v 70. letech 19. století poslanec Českého zemského sněmu, starosta Verneřic.

## Biografie
Profesně působil jako obchodník. Byl aktivní ve veřejném a politickém životě. Po tři roky byl radním v rodných Verneřicích a pak po patnáct let starostou tohoto města. Od dubna 1878 byl předsedou místní spořitelny. Opakovaně byl volen do obecního zastupitelstva a zasedal též v okresním zastupitelstvu.
V 70. letech 19. století se zapojil i do zemské politiky. Ve volbách v roce 1870 byl v kurii venkovských obcí (obvod Děčín – Benešov – Česká Kamenice) zvolen do Českého zemského sněmu. Mandát obhájil za týž obvod ve volbách v roce 1872.
18. prosince 1882 byl za své zásluhy jmenován čestným občanem Verneřic. Zemřel v únoru 1883 po delší nemoci.